# IndyCar Series 2004
Die IndyCar Series 2004 war die neunte Saison der US-amerikanischen IndyCar Series und die 83. Meisterschaftssaison im US-amerikanischen Formelsport. Sie begann am 29. Februar 2004 in Homestead und endete am 17. Oktober 2004 in Fort Worth. Tony Kanaan sicherte sich den Titel.

## Saison
Chassis wurden von Lola und G-Force angeboten. Motoren gab es von Honda, Toyota und Chevrolet. Ab dem vierten Rennen in Indianapolis gab es neue Motoren. Die alten 3,5-Liter-V8 wurden durch 3-Liter-Motoren ersetzt, die ungefähr 600 PS/440 kW haben sollten. Die Honda-Motoren, die von Ilmor entwickelten wurden, sollen ungefähr 20 kW stärker gewesen sein als die Toyota-Motoren. Mit den Toyota-Motoren waren u. a. die Teams Penske und Chip Ganassi Racing unterwegs. Die Penske-Piloten Sam Hornish jr. und Hélio Castroneves gewannen jeweils ein Rennen. Chip Ganassi Racing mit Titelverteidiger Scott Dixon blieb sieglos. Die restlichen Rennen wurden mit Honda-Motoren gewonnen. Tony Kanaan, Adrián Fernández, Dan Wheldon und Buddy Rice gewannen jeweils drei Rennen. Ausschlaggebend für Kanaans Titelgewinn war seine Zuverlässigkeit. Er fuhr alle 3.305 Runden der Saison. Alex Barrons dritter Platz in Fort Worth war der einzige Podestplatz für einen Chevrolet-Motor.

## Rennergebnisse
| Nr. | Datum         | Veranstaltung (Strecke)                   | Distanz (Meilen) | Sieger            | Team                   | Pole-Position     |
| --- | ------------- | ----------------------------------------- | ---------------- | ----------------- | ---------------------- | ----------------- |
| 1   | 29. Februar   | Toyota Indy 300 (Homestead)               | 297              | Sam Hornish jr.   | Penske Racing          | Buddy Rice        |
| 2   | 21. März      | Copper World Indy 200 (Phoenix)           | 200              | Tony Kanaan       | Andretti Green Racing  | Dan Wheldon       |
| 3   | 17. April     | Indy Japan 300 (Motegi)                   | 304              | Dan Wheldon       | Andretti Green Racing  | Dan Wheldon       |
| 4   | 25. Mai       | Indianapolis 500-Mile Race (Indianapolis) | 450              | Buddy Rice        | Rahal Letterman Racing | Buddy Rice        |
| 5   | 12. Juni      | Bombardier 500 (Fort Worth)               | 291              | Tony Kanaan       | Andretti Green Racing  | Dario Franchitti  |
| 6   | 26. Juni      | SunTrust Indy Challenge (Richmond)        | 187,5            | Dan Wheldon       | Andretti Green Racing  | Hélio Castroneves |
| 7   | 4. Juli       | Argent Mortgage 300 (Kansas City)         | 304              | Buddy Rice        | Rahal Letterman Racing | Buddy Rice        |
| 8   | 17. Juli      | Firestone Indy 200 (Nashville)            | 260              | Tony Kanaan       | Andretti Green Racing  | Buddy Rice        |
| 9   | 25. Juli      | Menards A. J. Foyt 225 (Milwaukee)        | 228,375          | Dario Franchitti  | Andretti Green Racing  | Vítor Meira       |
| 10  | 1. August     | Michigan Indy 400 (Michigan)              | 400              | Buddy Rice        | Rahal Letterman Racing | Tony Kanaan       |
| 11  | 15. August    | Belterra Casino Indy 300 (Kentucky)       | 296              | Adrián Fernández  | Fernández Racing       | Buddy Rice        |
| 12  | 22. August    | Honda Indy 225 (Pikes Peak)               | 225              | Dario Franchitti  | Andretti Green Racing  | Tony Kanaan       |
| 13  | 29. August    | Firestone Indy 225 (Nazareth)             | 210,375          | Dan Wheldon       | Andretti Green Racing  | Hélio Castroneves |
| 14  | 12. September | Delphi Indy 300 (Joliet)                  | 304              | Adrian Fernández  | Fernández Racing       | Hélio Castroneves |
| 15  | 3. Oktober    | Toyota Indy 400 (Fontana)                 | 400              | Adrián Fernández  | Fernández Racing       | Hélio Castroneves |
| 16  | 17. Oktober   | Chevy 500 (Fort Worth)                    | 291              | Hélio Castroneves | Penske Racing          | Hélio Castroneves |

## Endstand

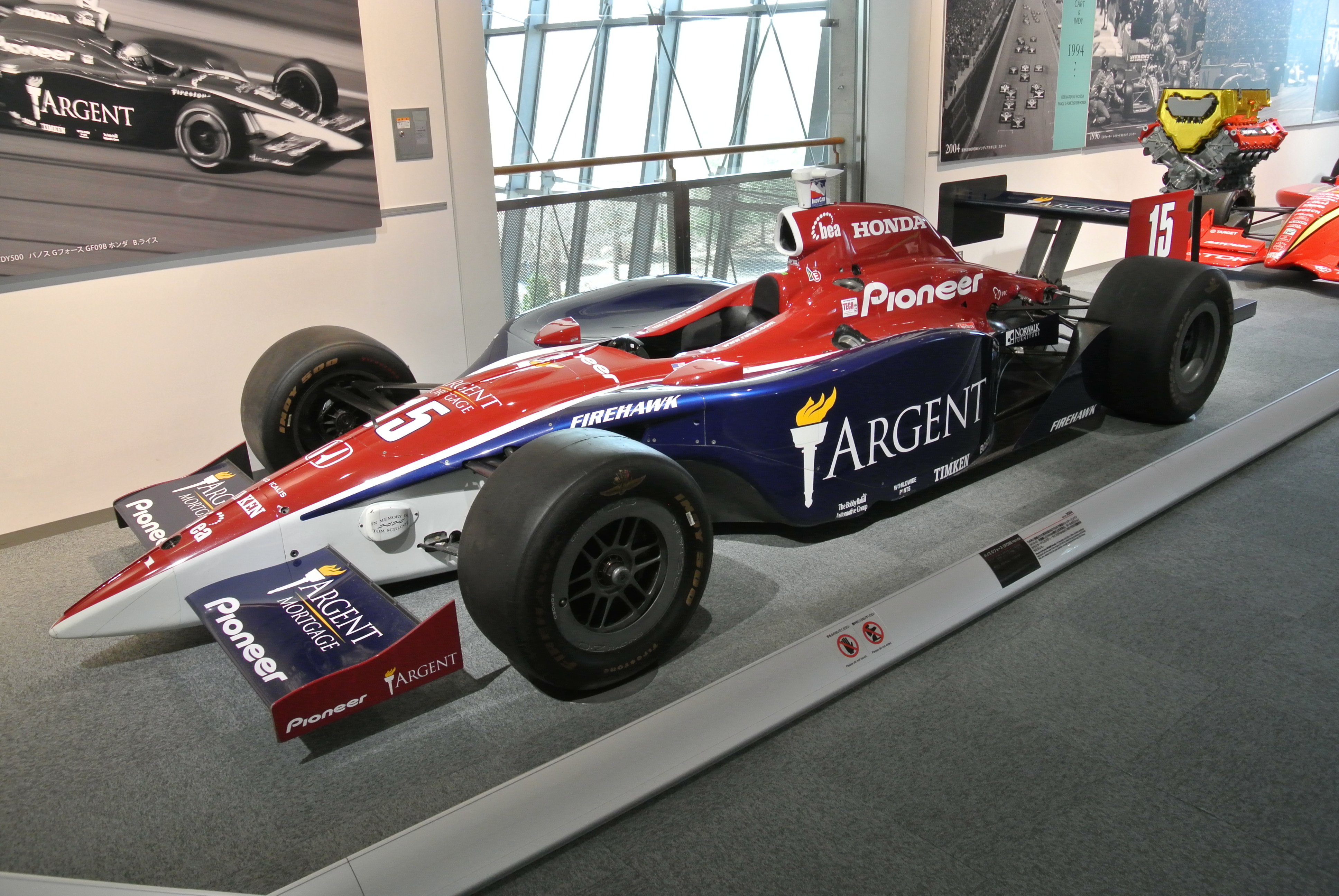
Der G-Force Honda vom Meisterschaftsdritten und Indy-500-Sieger Buddy Rice

### Fahrer
| Pl. | Fahrer             | Punkte |
| --- | ------------------ | ------ |
| 1.  | Tony Kanaan        | 618    |
| 2.  | Dan Wheldon        | 533    |
| 3.  | Buddy Rice         | 485    |
| 4.  | Hélio Castroneves  | 446    |
| 5.  | Adrián Fernández   | 445    |
| 6.  | Dario Franchitti   | 409    |
| 7.  | Sam Hornish junior | 387    |
| 8.  | Vítor Meira        | 376    |
| 9.  | Bryan Herta        | 362    |
| 10. | Scott Dixon        | 355    |
| 11. | Darren Manning     | 323    |
| 12. | Alex Barron        | 310    |
| 13. | Scott Sharp        | 282    |

| Pl. | Fahrer          | Punkte |
| --- | --------------- | ------ |
| 14. | Kosuke Matsuura | 280    |
| 15. | Tora Takagi     | 263    |
| 16. | Ed Carpenter    | 245    |
| 17. | Mark Taylor     | 232    |
| 18. | A. J. Foyt IV   | 232    |
| 19. | Tomas Scheckter | 230    |
| 20. | Felipe Giaffone | 214    |
| 21. | Townsend Bell   | 193    |
| 22. | Jaques Lazier   | 104    |
| 23. | Greg Ray        | 99     |
| 24. | Robbie Buhl     | 44     |
| 25. | Al Unser jr.    | 44     |
| 26. | Roger Yasukawa  | 39     |

| Pl. | Fahrer          | Punkte |
| --- | --------------- | ------ |
| 27. | Tomáš Enge      | 31     |
| 28. | Bruno Junqueira | 30     |
| 29. | Jeff Simmons    | 26     |
| 30. | Richie Hearn    | 12     |
| 31. | Sarah Fisher    | 12     |
| 32. | Robby McGehee   | 12     |
| 33. | Buddy Lazier    | 12     |
| 34. | Marty Roth      | 12     |
| 35. | P. J. Jones     | 10     |
| 36. | Robby Gordon    | 10     |
| 37. | Larry Foyt      | 10     |